# Танзыбей
Танзыбе́й — посёлок в Ермаковском районе Красноярского края России, административный центр Танзыбейского сельсовета. Население — 1463 чел. (2010). Назван по одноимённой реке, в устье которой расположен. Второй по величине населённый пункт Ермаковского района (на 2011 год). Протяжённость посёлка вдоль р. Малый Кебеж составляет около 6 км. Расположен вдоль федеральной трассы М54 (на 558—560 км от Красноярска). Это ближайший населённый пункт, расположенный к северу от природного парка «Ергаки» (46 км). От Танзыбея начинается правобережная (восточнее р. Енисей) трасса до Кочергина через село Каратузское, позволяющая выехать на Курагино, минуя Минусинск; оттуда же можно отправиться на Красноярск.

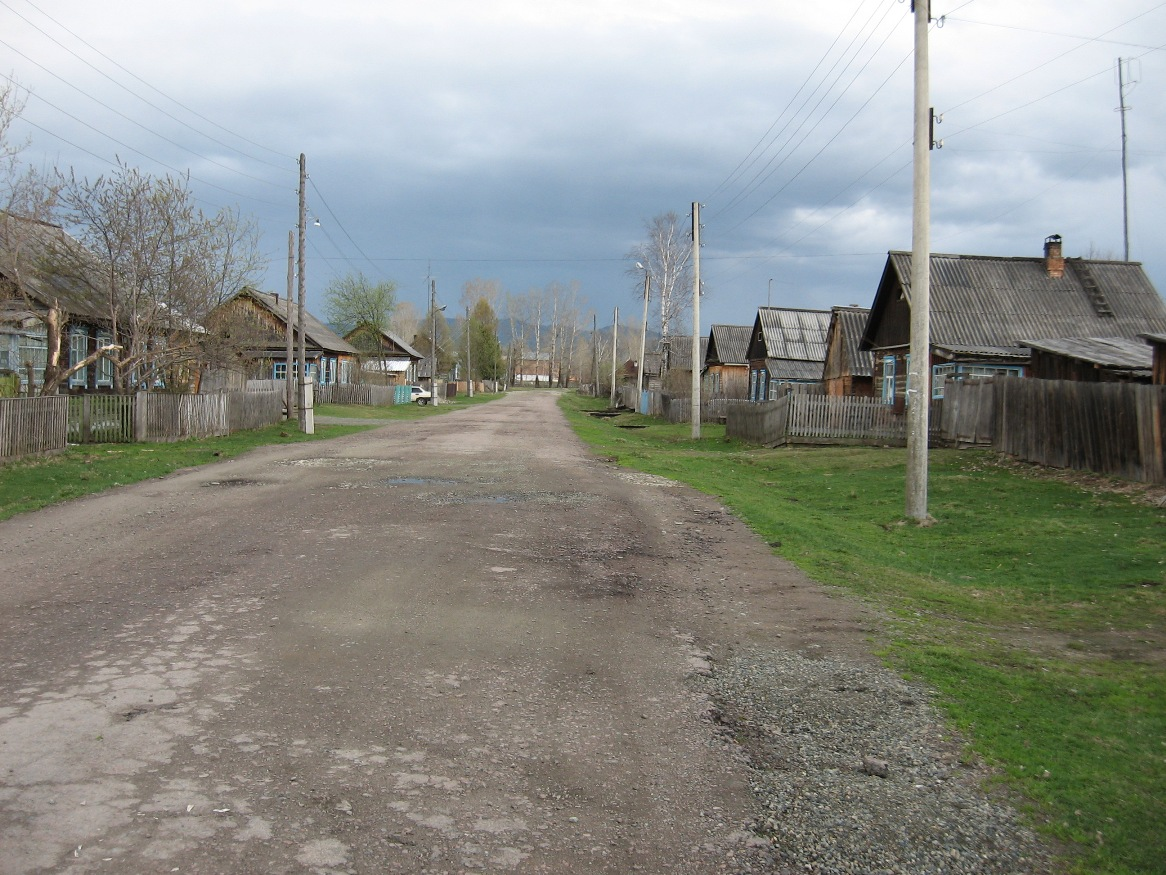
Центральная улица посёлка

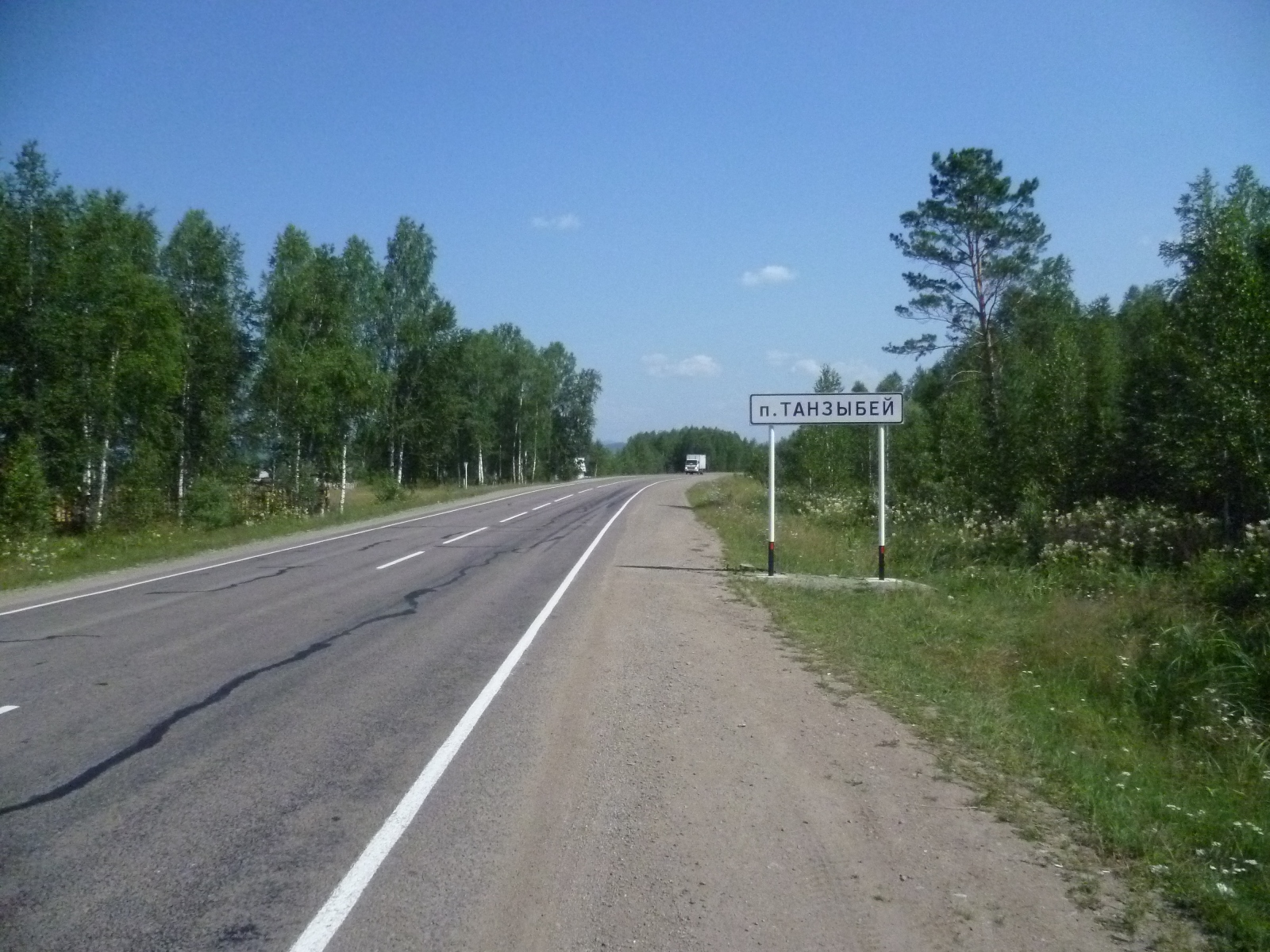
Трасса М54, въезд в Танзыбей со стороны Абакана

## Географическое положение
Посёлок расположен на северном макросклоне Западного Саяна, в предгорьях хребта Кулумыс, межгорной заболоченной Танзыбейской котловине (междуречье Малого Кебежа и Танзыбея), абсолютная высота — 350 м над уровнем моря. С севера ограничен Китаевой горой. На восток простираются заболоченная долина р. Мутной и р. Большой Кебеж, на запад — болота бассейна р. Танзыбей, к югу — отроги Кулумысского хребта (Западный Саян). Сам посёлок расположен на стрелке — месте слияния рек Малый Кебеж и Танзыбей.

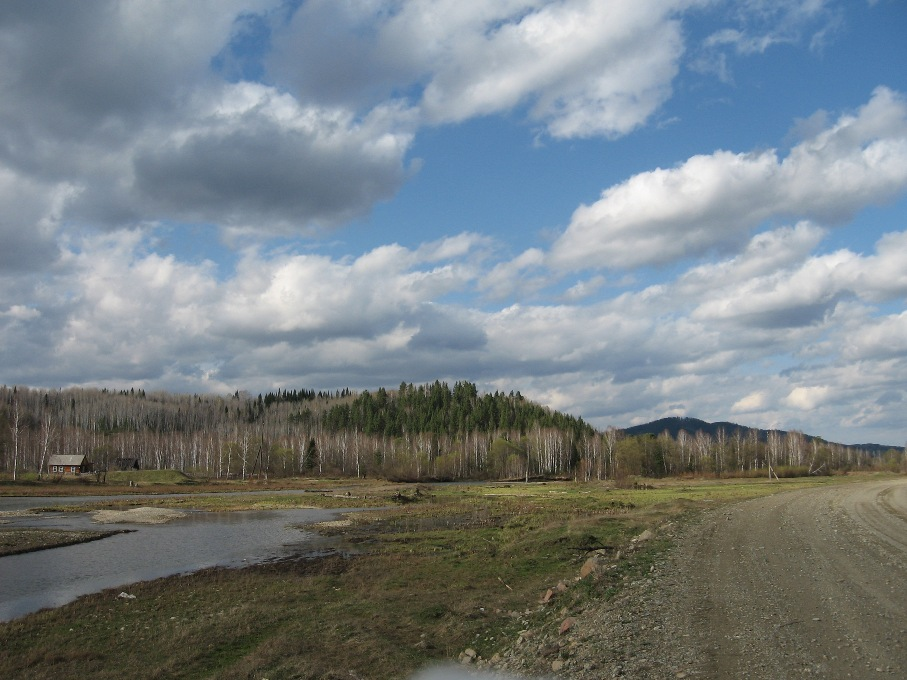
Северная окраина пос. Танзыбей: Китаева гора и р. Малый Кебеж

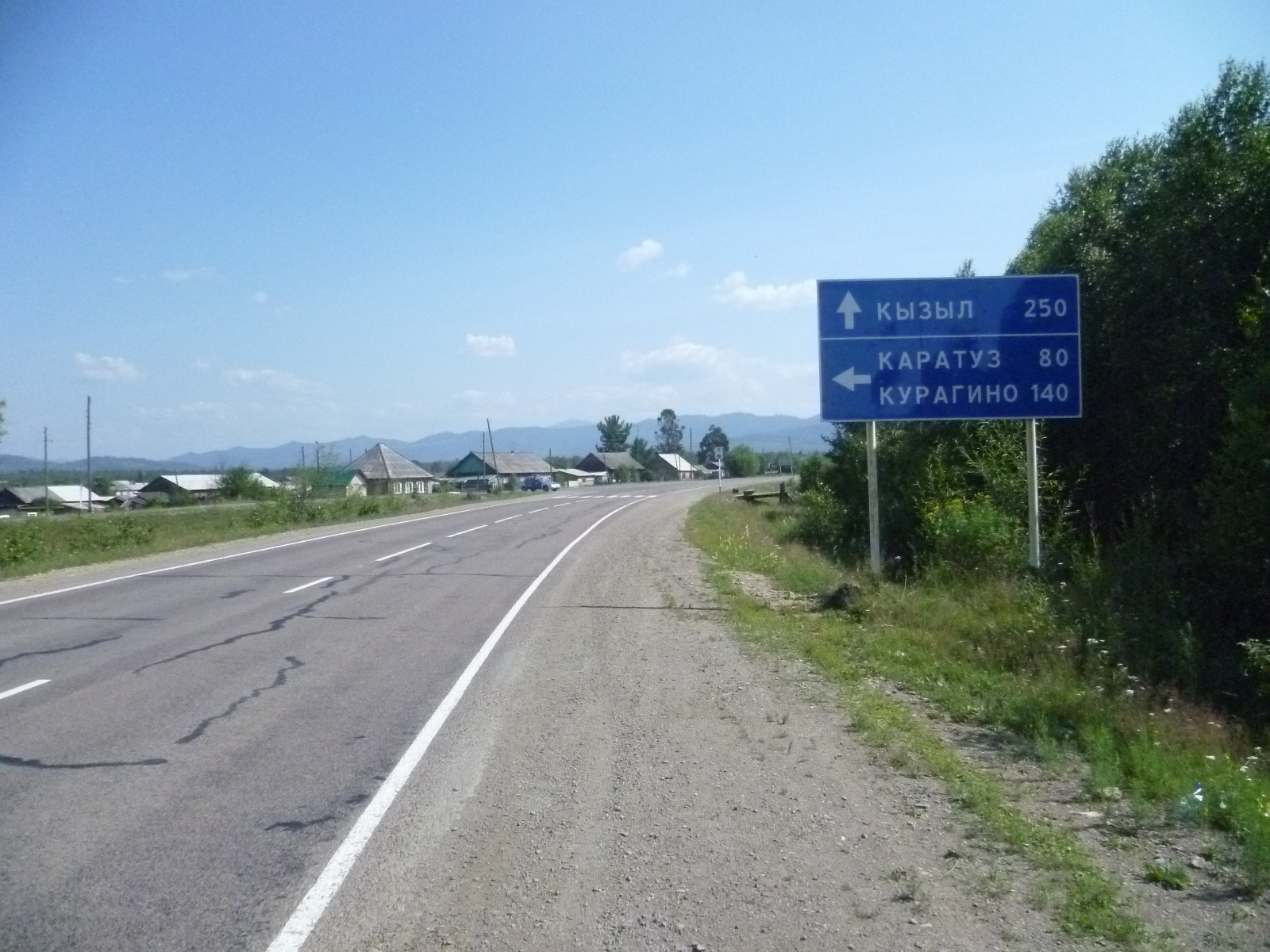
Поворот на Каратузское со стороны Абакана

## Природа
Посёлок расположен в полосе темнохвойной черневой тайги. Здесь, кроме темнохвойных кедрово-пихтовых лесов, широко представлены мелколиственные леса: осинники и березняки, обширны заболоченные участки, луга. Севернее начинается пояс подтайги из сосновых и смешанных лесов. Климат континентальный. Летние температуры поднимаются выше +45°, зимние могут опускаться до −48°. Среднее годовое количество осадков около 300—400 мм. Большая часть осадков выпадает в виде снега в осенне-зимний период. Минимальный снежный покров около полуметра, максимальный — превышает 1 м.
Реки
В местности очень густая гидрографическая сеть. Кроме двух основных рек — Танзыбей и Малый Кебеж, в ближайших окрестностях есть множество мелких рек (Мутная, Белый Танзыбей, Чёрный Танзыбей, Чёрная Речка), ручьёв (Скок, Каторжный), родников. В 5 км на восток расположена более крупная река — Большой Кебеж. Главная река, вдоль которой протянулся посёлок с юга на север на 6 км — Малый Кебеж. Это горная река, истоки которой находятся на северных склонах Кулумысского хребта (Западный Саян). Последний горный распадок, который покидает Малый Кебеж, перед тем, как попасть в Танзыбейскую котловину — урочище Сосновый Носок (Сосновчик), является в настоящее время памятником природы краевого значения. Другая важная река — Танзыбей (ей посёлок обязан своим названием) — лишь слегка касается населённого пункта на северо-западе и впадает на севере посёлка в р. Малый Кебеж. В месте впадения через реки построен Висячий (Подвесной) мост.

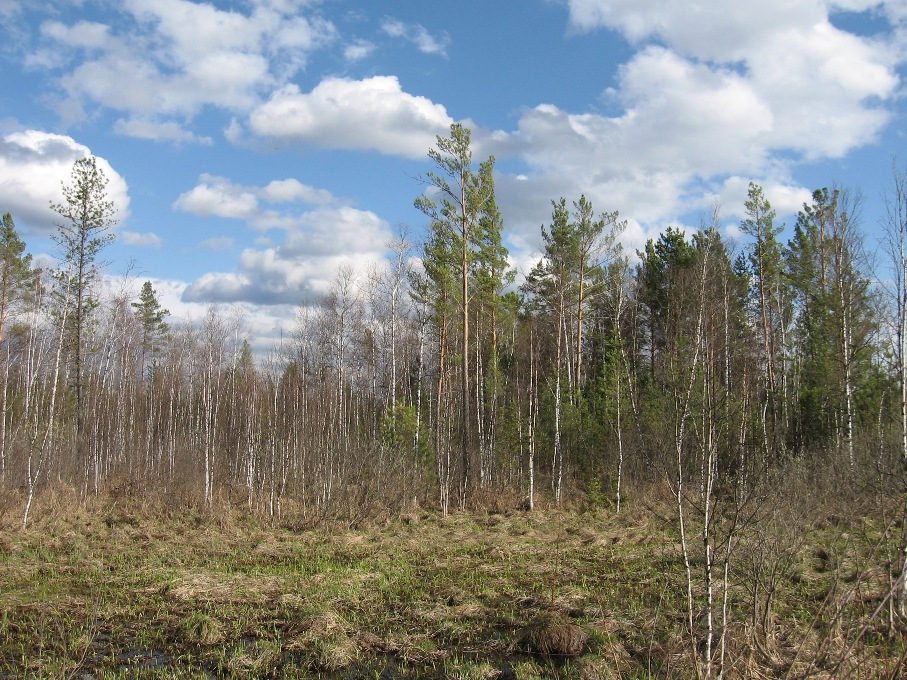
Заболоченный сосново-березовый лес в окрестностях пос. Танзыбей

## История
Местность, занятая посёлком, обживалась с конца XIX — начала XX века. Это было связано с тем, что в этих местах проходила «Усинская тропа», связывавшая Енисейскую губернию с Урянхайским краем (Тувой). В начале XX века тут началось строительство Усинского тракта, который в будущем превратится в часть трассы М54. В районе склонов горы перед Танзыбейской котловиной поселилась семья Китаевых. Позднее по их фамилии гора была названа «Китаевой». Китаевы обеспечивали смену лошадей, отдых, ночёвку людей, путешествовавших в Урянхайский край. Тут была кузница, другое хозяйство. Потомки Китаевых позднее проживали в посёлке Танзыбей.
Другим поселением, связанным со строительством Усинского тракта, был так называемый «17-й километр». Это несколько бараков для проживания строителей дороги. Располагались они близ «Весёлой Поляны». Отдельные строения сохранялись тут вплоть до конца XX века, будучи в пределах посёлка.
Официальная история посёлка начинается 9 мая 1948 г. На место будущего посёлка привезли спецконтингент: 133 семьи ссыльных литовцев. Первоначально людям пришлось жить под открытым небом. Из строений в это время тут было два барака, в которых располагались строительная контора и магазин. В лесу наскоро была построена избушка, в которой готовили еду. Был создан участок по строительству будущего посёлка, начальником которого был назначен М. И. Трухин. 20 марта 1949 был организован Танзыбейский леспромхоз, который до конца XX века оставался крупнейшим предприятием подобного рода в Ермаковском районе. Начальным этапом строительства был заложен основной жилмассив поселения. Первоначально появилась улица Мира, после неё — Набережная, Трактовая, Рабочая, Пушкина. Поначалу люди жили очень тесно: на 20 м² приходилось по 20 — 30 человек, но за счёт быстрых темпов строительства уже в 1951 году в посёлке насчитывалось 200 домов. В 1953 году был отстроено отдельное поселение «Весёлая Поляна» для размещения семей переселенцев из Белоруссии.

## Население
| 1989 | 2002  | 2010  |
| ---- | ----- | ----- |
| 1566 | ↗1603 | ↘1463 |

## События
1978 г. Открытие нового участка трассы Абакан — Кызыл (будущей трассы М54), более короткого и лёгкого. Это повлияло на жизнь посёлка. До этого основная протяженность посёлка была вдоль старой трассы, а после открытия нового участка осталась в тупике. Старый тракт ответвляется вправо от нового, непосредственно в посёлке, через километр после въезда в него со стороны Абакана. С этого периода данные участки получили названия: «Старая дорога» и «Новая дорога».
1979 г., октябрь. Сгорела поселковая школа. Это случилось с субботы на воскресенье — день учителя. Временно для школьных занятий была использована контора леспромхоза. В течение полугода было достроено начатое в 1975 г. здание новой школы.
1985 г., 25 августа. Наводнение, когда за сутки в Саянах выпала месячная норма осадков и уровень воды в реках поднялся на 4,6 м, затопив приречные части посёлка. Большой водой были снесены мосты на федеральной трассе М54 и другие капитальные мосты посёлка. Сохранился единственный мост — «Висячий». Погиб один человек.

## Достопримечательности
Рядом с поселением расположено немало уникальных природных объектов, некоторые из них объявлены памятниками природы.
- «Сосновый Носок» («Сосновчик») — памятник природы краевого значения, расположенный в 6 км южнее посёлка, по участку старого тракта (Абакан — Кызыл). Представляет собой выходы гранитов, с древними почвами и реликтовой растительностью. Скалы подмыты р. Малый Кебеж, в основании покрыты пихтой, кедром, сменяющихся выше сосной.
- «Китайка» (Китаева гора) — небольшая грива, огибающая с севера посёлок. Водораздел по отношению к поселку поднят примерно на 100 м. Здесь представлены сосновые и черневые пихтово-кедровые, а также мелколиственные леса. По южным склонам — заросли караганы древовидной (Caragana arborescens) и караганы кустарниковой (Caragana frutex). Место отдыха жителей и сбора дикоросов. На западной оконечности горы расположено кладбище.
- «Сныть реликтовая» — памятник природы краевого значения, расположен в 1 км севернее посёлка, на западных склонах Китаевой горы. Представляет популяцию сныти обыкновенной (Aegopodium podagraria — предположительно реликтовую), наиболее восточную для вида, оторванную от основного ареала.
- «Висячий мост» — подвесной мост через место слияния рек Малый Кебеж и Танзыбей в северной части посёлка.
- «Кресты» — центральный перекресток посёлка (ул. Мира и пер. Кедровый), исторический центр поселения. Тут же расположены отделение связи, магазины, автобусная остановка.